# Ángel José Macín

Wappen von Ángel José Macín

Ángel José Macín (* 18. März 1967 in Malabrigo, Provinz Santa Fe, Argentinien) ist Bischof von Reconquista.

## Leben
Ángel José Macín empfing am 9. Juli 1992 das Sakrament der Priesterweihe.
Am 12. Oktober 2013 ernannte ihn Papst Franziskus zum Bischof von Reconquista. Der Erzbischof von Resistencia, Ramón Alfredo Dus, spendete ihm am 24. November desselben Jahres die Bischofsweihe; Mitkonsekratoren waren der Erzbischof von Santa Fe de la Vera Cruz, José María Arancedo, und der emeritierte Erzbischof von Resistencia, Fabriciano Sigampa.